# Allenhyphes
Allenhyphes is een geslacht van haften (Ephemeroptera) uit de familie Leptohyphidae.

## Soorten
Het geslacht Allenhyphes omvat de volgende soorten:
- Allenhyphes asperulus
- Allenhyphes flinti
- Allenhyphes spinosus
- Allenhyphes vescus